# Asedio

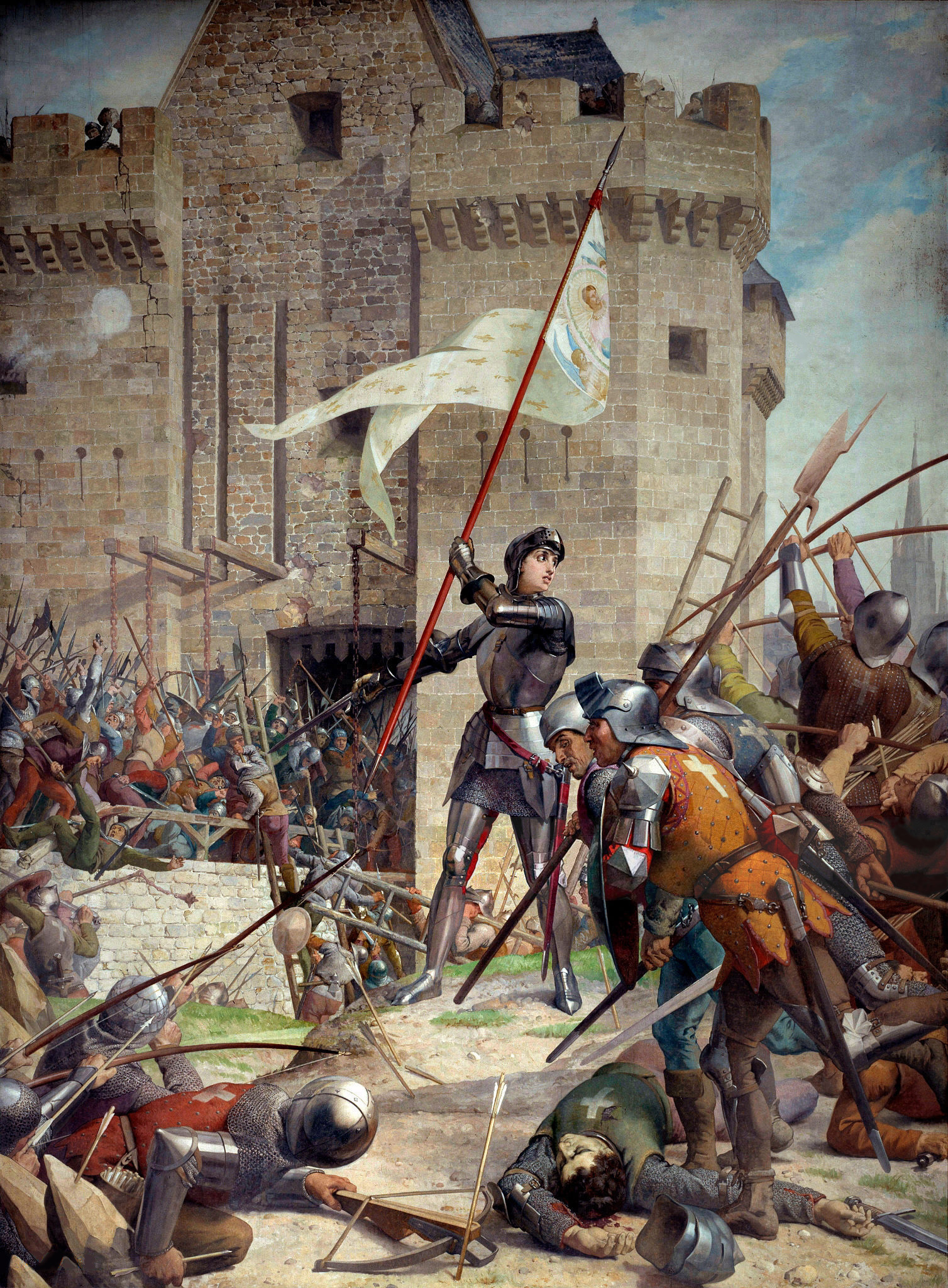
Juana de Arco en el asedio de Orleans, pintada por Jules Eugène Lenepveu.

Un asedio, sitio o cerco es un bloqueo militar prolongado a una posición, que suele ir acompañado del asalto a esta, con el objetivo de su conquista mediante la fuerza o el desgaste. Tiene lugar cuando un atacante se encuentra con una ciudad o fortaleza que rechaza la rendición y no puede ser tomada fácilmente mediante un asalto frontal. Suele conllevar el rodeo del objetivo y el bloqueo de las líneas de abastecimiento, normalmente apoyado por maquinaria de asedio, bombardeo de artillería y la construcción de túneles subterráneos para reducir las fortificaciones.
Los asedios probablemente surgen en la historia junto con el desarrollo de las ciudades a grandes centros de población. Las ciudades antiguas de Oriente Medio, por ejemplo, ya muestran restos arqueológicos de murallas fortificadas. Durante el Renacimiento y la Edad Moderna, los asedios dominaron la forma de guerra en Europa hasta tal punto que Leonardo da Vinci, por ejemplo, ganó gran parte de su renombre mediante el diseño de fortificaciones en su estudio. Las campañas medievales generalmente se diseñaban mediante una sucesión de asedios.
Sin embargo, en la era Napoleónica, el uso cada vez mayor de cañones muy poderosos fue reduciendo el valor de las fortificaciones, de forma que ya en los tiempos modernos, las trincheras sustituyeron a las murallas, y los búnkeres reemplazaron a los castillos. Ya en el siglo XX d. C. la importancia del asedio clásico fue declinando debido a la llegada de la guerra móvil. Una fortificación concreta dejó de ser tan decisiva como lo era antes y, por ello, aunque todavía se producen asedios concretos, ya no son tan importantes ni tan comunes como lo fueron antes, dados los cambios en los medios de guerra y, sobre todo, por la facilidad con que hoy en día se pueden dirigir grandes volúmenes de poder destructivo contra un solo objetivo estático.
Un asedio militar puede tener cuatro posibles desenlaces:
- Los defensores pueden romperlo sin ayuda externa, en cuyo caso se dice que han mantenido la posición.
- Si los defensores logran vencer gracias a ayuda del exterior, se dice que se ha levantado el asedio.
- Si el asedio finaliza con los atacantes tomando el control de la ciudad o fortaleza asediada, pero los defensores logran escapar, se dice que la ciudad ha sido evacuada.
- Si los atacantes salen victoriosos y logran destruir o capturar a los defensores, se dice que la ciudad o fortaleza asediada ha caído.

## El asedio en la historia antigua

### Defensa
Las murallas de la ciudad y las fortificaciones fueron esenciales para la defensa de las primeras ciudades o enclaves poblacionales, ya desde los tiempos protohistoricos (anterior a la historia escrita)  como los castros iberos fortificados, algunos construidos con piedras megaliticas (de enorme tamaño). Las murallas se construían con ladrillos de barro, piedra, madera o alguna combinación de estos materiales dependiendo de los recursos de la zona. Las murallas de la ciudad también habrían servido para el doble propósito de defensa y de muestra a los posibles enemigos de la grandeza del reino: Las murallas que rodeaban la ciudad sumeria de Uruk ganaron, por ejemplo, una gran reputación, con una longitud de 9,5 km y una altura de unos 12 metros. Después, las murallas de Babilonia, reforzadas con torres y fosos, ganaron una reputación similar.
En Anatolia, los Hititas construyeron impresionantes murallas de piedra alrededor de sus ciudades, aprovechando las colinas. Otras ciudades, como las de la civilización del Valle del Indo o la minoica de Creta, se tomaron menos molestias, si bien eso se debe a que basaban su defensa más en la protección de sus fronteras y sus costas, en lugar de las ciudades.

### Los asedios en el arte

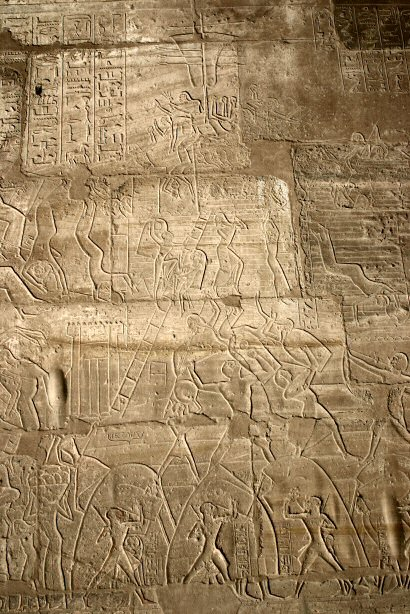
El asedio egipcio de Dapur, en el, en el templo de Ramsés II en Tebas.

Las representaciones más antiguas de los asedios en expresiones artísticas datan de la época protodinástica en Egipto, de alrededor del 3000 a. C. Muestran destrucciones simbólicas de murallas de una ciudad por animales utilizando azadas. Las primeras maquinarias para asedio se encontraron en restos de una tumba egipcia del siglo XXIV a. C., que muestra a soldados egipcios asaltando las murallas de Canaán con escaleras con ruedas.
De una época posterior, del siglo XIII a. C., es el retrato del violento asedio de Dapur, una ciudad asiria, con soldados subiendo por escaleras protegidas por arqueros. En restos de un palacio asirio que data de entre el siglo IX y el VII a. C. aparecen asedios de diversas ciudades de Oriente Próximo. Si bien ya se había inventado un ariete simple alrededor de un milenio antes, los asirios mejoraron la tecnología construyendo arietes con forma de torre y posicionando arqueros en la parte superior.

### Tácticas
La práctica más común en los asedios era simplemente desplegar el asedio y esperar a la rendición de los enemigos encerrados. El asedio egipcio de Megido en el siglo XV a. C. duró siete meses antes de que los habitantes se rindiesen. Los hititas, en el siglo XIV a. C., terminaron un asedio a una ciudad rebelde de Anatolia cuando la reina madre salió de la ciudad y suplicó clemencia para su pueblo.
Si la finalidad principal de una campaña militar no era la conquista de una ciudad en particular, se podía simplemente dejarla de lado. Los hititas, contra el reino de Mitani en el siglo XIV a. C. ignoraron la ciudad fortificada de Karkemish y, cuando cumplieron su objetivo, volvieron a la ciudad y la tomaron tras un asedio de ocho días. El conocido asedio asirio de Jerusalén, en el siglo VIII a. C., terminó cuando los israelitas les ofrecieron regalos y tributos, según cuentan los relatos asirios, o cuando el campamento asirio fue golpeado con una plaga, según la Biblia.
Debido a problemas logísticos, los asedios de larga duración que supusieran algo más que una pequeña fuerza militar, muy pocas veces podían mantenerse.

### Relatos

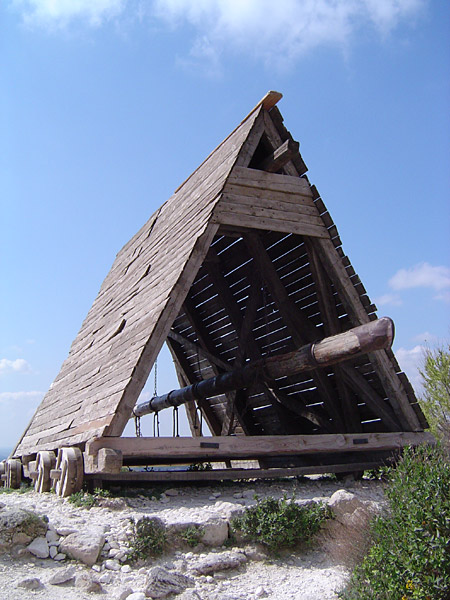
Réplica de un ariete en el castillo de Baux (Francia).

Si bien hay muchos relatos antiguos de ciudades que fueron saqueadas, muy pocos contienen datos acerca de cómo se logró esto. Algunos cuentos populares hablan de cómo los héroes actuaban en las batallas, como por ejemplo en la historia del Caballo de Troya, y un relato muy similar cuenta cómo la ciudad cananita de Joppa fue conquistada por los egipcios en el siglo XV a. C.
El Libro de Josué del Antiguo Testamento contiene una historia sobre la milagrosa Batalla de Jericó. Un relato histórico más detallado que data del siglo VIII a. C., llamado la estela de Pianjy, describe cómo los nubios asediaron varias ciudades egipcias usando arietes, arqueros, hondas y construyendo rudimentarios puentes de tierra sobre los fosos.

## El asedio en la historia grecorromana y la Edad Media
El ejército macedonio de Alejandro Magno se vio envuelto en múltiples asedios. Hay, sin embargo, dos de ellos que fueron particularmente difíciles: Tiro y la Roca Sogdiana. Tiro era una ciudad fenicia que ocupaba una isla localizada a aproximadamente un kilómetro del continente. Los macedonios construyeron un impresionante puente para acceder a la isla y que tenía alrededor de 60 m de ancho. Cuando ya se encontraban lo suficientemente cerca para que alcanzase la artillería, Alejandro trajo máquinas lanzadoras de piedras y catapultas ligeras para bombardear las murallas de la ciudad. La ciudad finalmente cayó en manos macedonias tras un asedio de 7 meses.
Completamente al contrario del caso de Tiro, la Roca Sogdiana cayó por rendición. Si bien la ciudad se hallaba en un promontorio de una zona montañosa y era prácticamente inexpugnable, Alejandro utilizó tácticas guerrilleras y logró escalar con algunas tropas los acantilados para ocupar unos terrenos que se situaban por encima de la ciudad misma. Los defensores se desmoralizaron al ver las tropas enemigas por encima de ellos y accedieron a la rendición.
La importancia de los asedios en el periodo antiguo no podía subestimarse. Una de las causas de la incapacidad de Aníbal de derrotar a Roma era su desconocimiento de las tácticas de asedio. Por ello, si bien era capaz de derrotar a los ejércitos de Roma en campo abierto, fue incapaz de tomar la propia Roma.
| Ilustración de las distintas armas de asedio utilizadas en la Antigua Roma. Rampa Catapulta Muscolo Balista Onagro Tortuga Pluteo Torre con puente levadizo |

Sin embargo, los ejércitos de legionarios de la República e Imperio romanos son particularmente conocidos por su habilidad en la ejecución de asedios. Los asedios, en gran número y de gran variedad, fueron por ejemplo una pieza clave de la conquista de la Galia por Julio César en el siglo I a. C. En su Guerra de las Galias Julio César describe cómo en la batalla de Alesia las legiones romanas levantaron dos inmensas paredes fortificadas alrededor de la ciudad. En la muralla interna, de unas 10 millas, mantenían a Vercingétorix y a sus fuerzas dentro de la ciudad, mientras que la muralla externa les protegía de los refuerzos, que les superaban en número y trataban de romper el asedio. Los romanos lograron mantener la posición entre las dos paredes y los galos. Enfrentándose a la muerte por hambre, finalmente se rindieron una vez que sus refuerzos fueron derrotados por César.

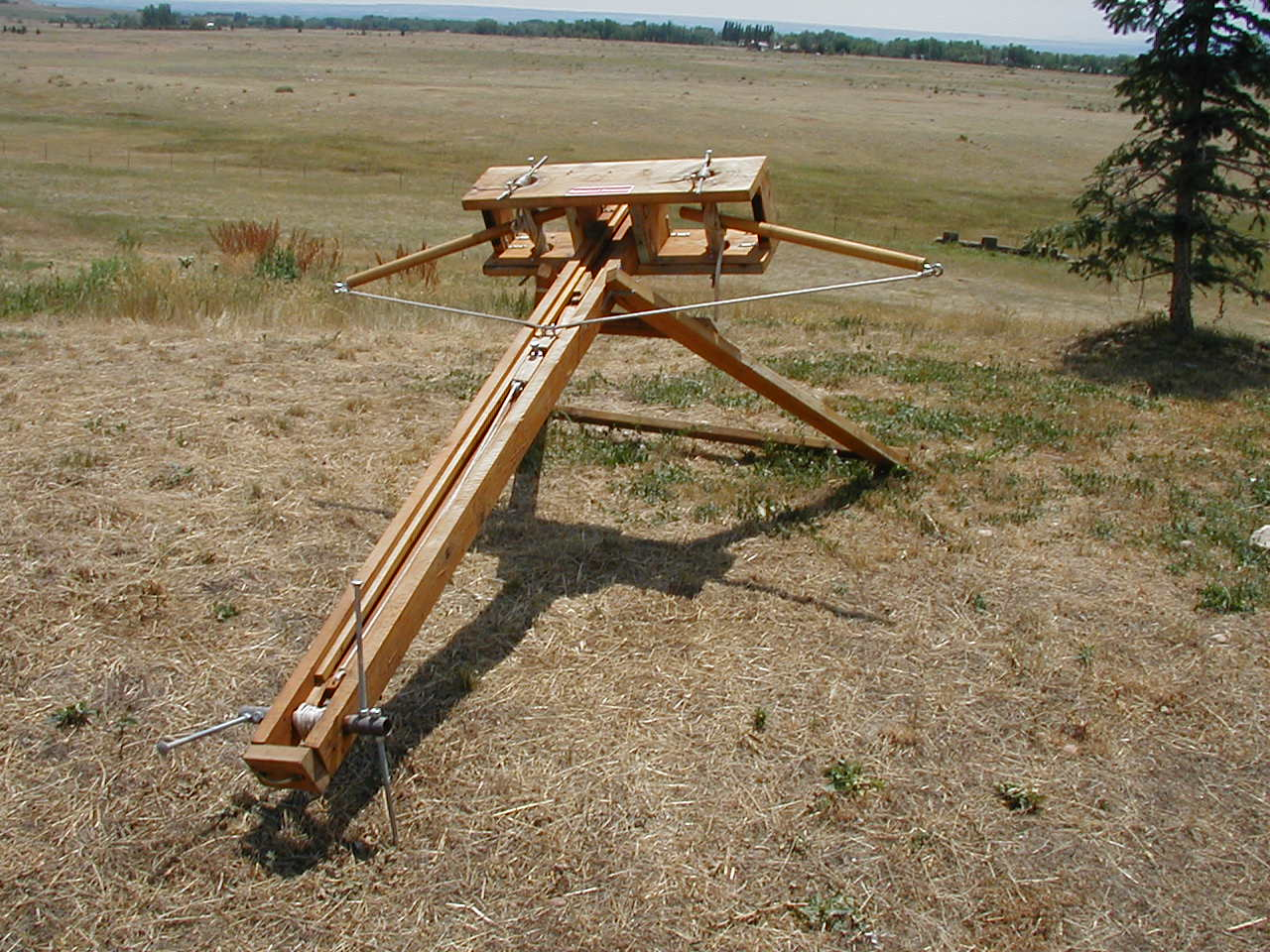
Balista, arma de asedio de la época grecorromana.

Los Sicarios Zelotes que defendían Masada en el año 74 fueron vencidos por las legiones romanas tras construir una rampa de 100 m que llegaba hasta la cima de la muralla oeste de la fortaleza.
El método universal de defensa contra los asedios es la utilización de las fortificaciones, principalmente murallas y canales, para suplementar las protecciones orográficas del asentamiento. También es muy importante contar con un abastecimiento suficiente de agua y comida para evitar la rendición por hambre. Durante el asedio, el ejército atacante utilizaría obras de ingeniería civil, como una línea de circunvalación del objetivo, para tratar de impedir que lleguen suministros desde el exterior. Cuando un asedio por hambre llegaba a límites desesperados para los defensores, es posible que la situación llegase a extremos de utilizar como comida cosas prácticamente incomestibles: caballos, animales domésticos, el cuero de los zapatos e incluso a sí mismos. En alguna ocasión los defensores podrían echar a ciudadanos de la ciudad, condenándoles a una muerte casi segura, para poder reducir la demanda de agua y comida almacenada.
La enfermedad era otra arma de asedio muy efectiva, aunque los atacantes eran a menudo tan vulnerables como los defensores. En algunos casos, las catapultas o armas similares lanzaban animales enfermos o muertos dentro de la ciudad, en un ejemplo de guerra biológica rudimentaria.

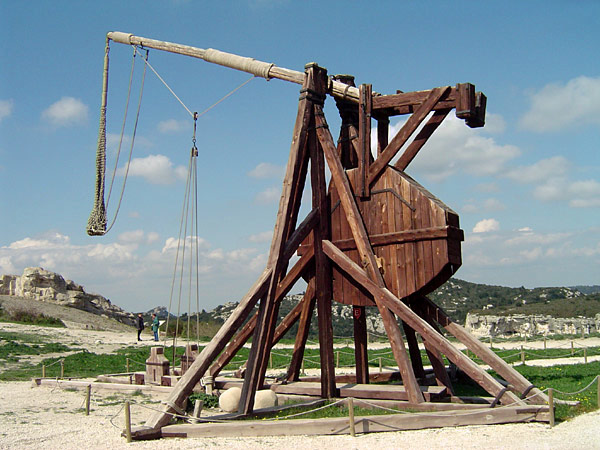
Fundíbulo o trabuquete, arma de asedio de la época medieval, que podía lanzar unos dos proyectiles por hora al objetivo.

Para terminar rápidamente con un asedio, se desarrollaron varios métodos en las épocas antigua y medieval para romper las fortificaciones, y se fue desarrollando una gran variedad de maquinaria de asedio: Las escaleras podían emplearse para escalar por encima de las defensas; los arietes y los garfios podían servir para romper las puertas o las murallas, y las catapultas, balistas, trabucos, mangoneles y onagros servían para lanzar proyectiles con la finalidad de destruir las fortificaciones y matar a los defensores. También podía construirse una torre de asedio: una estructura tanto o más alta que las murallas, que permitía a los atacantes disparar desde lo alto a los defensores y enviar a las tropas hasta la muralla con menos peligro que usando escaleras.
Además del lanzamiento de proyectiles, era también muy común el intento de minar las fortificaciones, excavando hasta conseguir que se colapsasen. Esto se conseguía excavando un túnel debajo de los cimientos de las murallas y luego haciendo explotar el túnel deliberadamente. Los defensores podían construir galerías para contrarrestar los trabajos de los atacantes, haciendo colapsar los túneles prematuramente.
El fuego se utilizaba asimismo como forma de acabar con fortificaciones de madera. El Imperio bizantino inventó el fuego griego, que contenía aditivos que lo hacían muy difícil de extinguir. Combinado con un lanzallamas primitivo, era un arma muy efectiva, tanto ofensiva como defensiva.
Los avances tecnológicos en la maquinaria de asedio obligaron a desarrollar una variedad de contramedidas defensivas. En particular, las fortalezas medievales se fueron fortaleciendo cada vez más (por ejemplo, la aparición del castillo concéntrico, del periodo de las Cruzadas). Igualmente se desarrollaron armas defensivas como matacanes, agujeros que permitían dejar caer sobre los atacantes substancias como aceite hirviendo, plomo derretido o arena ardiendo. También se crearon las aspilleras, aberturas para el lanzamiento seguro de flechas, puertas de seguridad o profundos fosos de agua. Se ponía gran atención a la defensa de las entradas, con puertas protegidas por puentes levadizos, verjas o fuertes avanzados.
En la Edad Media europea, casi todas las ciudades grandes tenían murallas de protección, y las ciudades más importantes contaban con ciudadelas, fuertes o castillos. Se hizo un gran esfuerzo en asegurar el suministro de agua en caso de asedio, con un complejo sistema de túneles que se usaban para almacenamiento y comunicaciones (similares a los empleados mucho más adelante en Vietnam durante la Guerra de Vietnam).
Hasta la invención de la pólvora (y la invención de armas que lanzaban proyectiles mucho más rápidos), el balance de poder y logística definitivamente favorecían al defensor. Con la invención de la pólvora, el cañón, los morteros, los obuses y la artillería (estos últimos en tiempos modernos), los métodos tradicionales de defensa se hicieron cada vez menos efectivos contra un asedio.

## Los mongoles
En la Edad Media, se produjo en Asia la gran campaña del Imperio mongol contra China, liderada por Genghis Khan. Fue una campaña extremadamente efectiva, que permitió a los mongoles conquistar extensas áreas. Incluso si no podían entrar en algunas de las ciudades mejor fortificadas, utilizaban tácticas de batalla innovadoras para hacerse con las tierras y los ciudadanos:

Concentrándose en los ejércitos a campo abierto, las fortalezas debían esperar. Por supuesto, fortalezas pequeñas, o aquellas que eran fácilmente sorprendidas, eran tomadas a medida que se iban encontrando. Esto tenía dos efectos: Primero, cortaba a la ciudad principal la comunicación con otras ciudades de donde pudieran esperar ayuda. Segundo, los refugiados de las ciudades más pequeñas huían a la gran fortaleza, que era la última que quedaba todavía a salvo. Las hordas de refugiados no solo reducían la moral de los habitantes y de la guarnición de la ciudad principal, sino que también reducía sus recursos. Las reservas de agua y comida se veían amenazadas por el súbito influjo de refugiados, y pronto, lo que antes era una conquista realmente difícil, se volvía fácil. Los mongoles entonces estaban libres para asediar la fortaleza sin interferencia del ejército principal, que había sido destruido... En el asedio de Alepo, Hulagu utilizó veinte catapultas sólo contra Bab al-Iraq (La puerta de Iraq). En Jûzjânî hay diversos episodios en los cuales los mongoles construyeron cientos de máquinas de asedio con la finalidad de sobrepasar el número que poseía la ciudad para su defensa. Si bien Jûzjânî seguramente exageraba, las grandes cifras que utilizaba tanto para los mongoles como para los defensores dan una idea de la gran cantidad de maquinaria empleada en cada asedio.

Otra táctica mongol consistía en usar las catapultas para lanzar cadáveres de apestados dentro de las ciudades asediadas. La peste infestaría la ciudad y permitiría que fuese capturada con mayor facilidad, si bien este mecanismo de transmisión de enfermedades no se conocía en aquel tiempo.
En la primera noche del asedio, el caudillo mongol se acomodaba en una tienda de color blanco. Eso significaba que si la ciudad se rendía, todos los ciudadanos serían respetados. El segundo día, utilizaba una tienda de color rojo: si la ciudad se rendía matarían a todos los hombres, pero el resto se salvaría. El tercer día usaba una tienda de color negro: no se dejarían supervivientes.
Este tipo de actitud era común en muchos ejércitos. Una ciudad que se rendía podía negociar para evitar el saqueo. La que era tomada por el asedio o por el asalto podría sufrir tremendas consecuencias, incluso hasta el siglo XIX. Mientras que el brutal saqueo de Jerusalén al final de la Primera Cruzada suele utilizarse como muestra del fanatismo religioso cristiano de la época y la barbarie que provocaba contra los musulmanes, realmente no era distinto de la finalización de un asedio en el que había sido necesario tomar la ciudad al asalto. Jerusalén había sido conquistada al asalto y la costumbre era que podía ser saqueada durante tres días y tres noches, y los habitantes podían ser violados o asesinados sin ningún tipo de trabas. La ciudad había sido saqueada de forma similar solo cuatro años antes, en 1095 por los turcomanos. Era habitual que si la ciudad había sido tomada al asalto se diese muerte a todos los varones; si se había rendido tras un largo asedio (como Jerusalén en 1187 o Visby en 1361) se impusiesen unos grandes tributos y que la ciudad quedase indemne si se rendía sin asedio.
Los mongoles eran menos eficientes contra castillos bien protegidos. Se dice que uno de los motivos por los cuales los mongoles no llegaron nunca a intentar un verdadero asalto a Europa fueron los castillos europeos. Tomarlos habría requerido demasiados recursos, y un ejército basado en la movilidad podría haber sido atacado fácilmente durante un asedio. Después de la catástrofe del año 1242, el rey Bela IV llenó Hungría de castillos. Si bien deterioraban el poder central, al dar a los nobles locales una base de poder, probaron ser extremadamente efectivos contra los mongoles, y los húngaros rechazaron con facilidad una invasión mongol a gran escala en 1281.

## Los asedios en la era de la pólvora

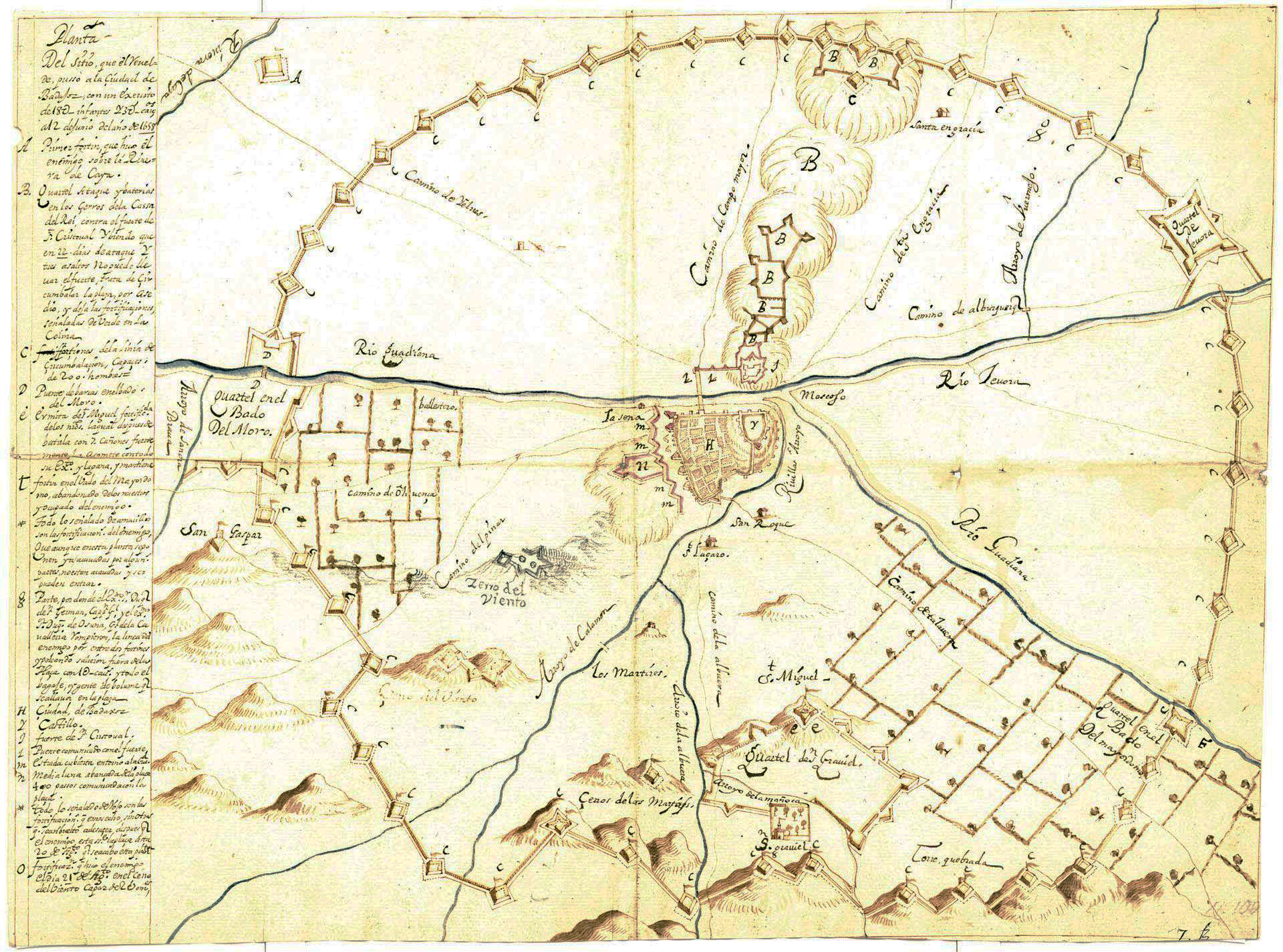
«Planta del sitio que el revelde puso a la ciudad de Badajoz» por Kungl Krigsarkivet en 1658.

La invención de la pólvora y el uso del cañón iniciaron una nueva era en las tácticas militares referentes al asedio. Los cañones empezaron a usarse a comienzos del siglo XIII, pero no empezaron a tener verdadera importancia hasta pasados unos 150 años. Ya en el siglo XVI los cañones eran una pieza esencial y regular de cualquier ejército en campaña, así como de las defensas de cualquier castillo.
La mayor ventaja del cañón sobre otras armas de asedio era su capacidad de disparar un proyectil más pesado, más lejos, más rápido, y más a menudo que anteriores armas. Con ello, murallas de épocas pasadas (más altas y relativamente más delgadas) eran objetivos excelentes y, con el paso del tiempo, fácilmente destructibles. En 1453, las grandes murallas de Constantinopla fueron destruidas en solo seis semanas por los 62 cañones del ejército de Mehmet II.
Sin embargo, pronto fueron apareciendo nuevas fortificaciones por toda Europa, esta vez diseñadas para aguantar las armas de fuego. Durante el Renacimiento y la Edad Moderna los asedios siguieron formando una parte muy importante de la forma de hacer la guerra en Europa.
Una vez que se fueron desarrollando los cañones de asedio, las técnicas para tomar una ciudad o fortaleza se empezaron a conocer en profundidad, hasta el punto de ritualizarse. El ejército atacante rodeaba una ciudad, y luego emplazaba a la ciudad a rendirse. Si respondían negativamente el ejército rodearía la ciudad con fortificaciones temporales para impedir contraataques del ejército defensor y la llegada de refuerzos. Los atacantes entonces construirían una serie de trincheras, paralelas a las defensas, y justo a la distancia de la artillería defensiva. Entonces construirían una trinchera en dirección a la ciudad haciendo un recorrido en zigzag, para evitar que quedase expuesta al fuego enemigo. Una vez estuviese dentro del alcance de la artillería se cavaría otra trinchera paralela con emplazamientos para cañones. Si fuese necesario se utilizaría la primera artillería como cobertura, y el proceso se repetiría hasta que los cañones estuviesen lo suficientemente cerca como para acertar de pleno y abrir una brecha en las fortificaciones. De esta forma, las tropas de avanzadilla y las de apoyo podrían aproximarse lo suficiente como para explotar la brecha, a la vez que el proceso proseguía desde varios puntos y buscando una mayor aproximación. Después de cada paso del proceso los asaltantes emplazarían a los defensores a la rendición, pero una vez que las tropas hubiesen alcanzado con éxito la ciudad a través de la brecha, los defensores no podrían esperar ninguna piedad.

### Teorías emergentes de mejora de las fortificaciones

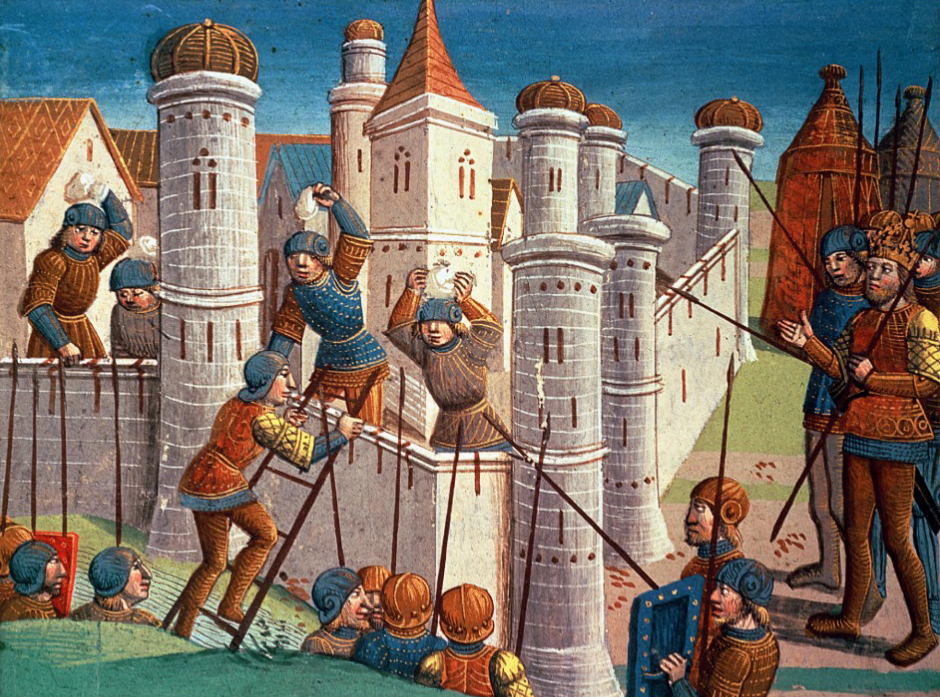
El Imperio Turco asedió Constantinopla, capital del Imperio bizantino, durante casi dos meses en 1453. Otros asedios duraron mucho más.

Los castillos que en años anteriores habían sido formidables obstáculos para los asedios, ahora eran fácilmente derruidos con las nuevas armas. Por ejemplo, en España, el ejército recién equipado de los Reyes Católicos fue capaz de conquistar las fortalezas moras de Granada en los años 1482 a 1492 que habían aguantado siglos antes de la invención de los cañones.
A comienzos del siglo XV, el arquitecto italiano León Battista Alberti escribió un tratado titulado De Re aedificatoria, en donde teorizaba métodos de construcción de fortificaciones capaces de aguantar los nuevos cañones. Propuso que las paredes se construyesen de forma desigual, como los dientes de una sierra. Propuso fortalezas en forma de estrella como murallas más bajas y gruesas.
Sin embargo, pocos dirigentes siguieron sus consejos. Unas pocas ciudades de Italia comenzaron a construir en el nuevo estilo a finales de la década de 1480, pero fue solo a partir de la invasión francesa de la península italiana en 1494-1495 cuando las nuevas fortificaciones comenzaron a construirse en gran escala. Carlos VIII invadió Italia con un ejército de 18 000 hombres entrenados con la artillería móvil a caballo de la época. Como resultado, podía vencer virtualmente a cualquier ciudad o estado, sin importar lo bien defendido que estuviese. Ante esta situación, se dio la vuelta a la estrategia militar de la época, poniendo un particular énfasis en la creación de nuevas fortificaciones que pudiesen aguantar un asedio moderno.

### Un nuevo estilo de fortaleza

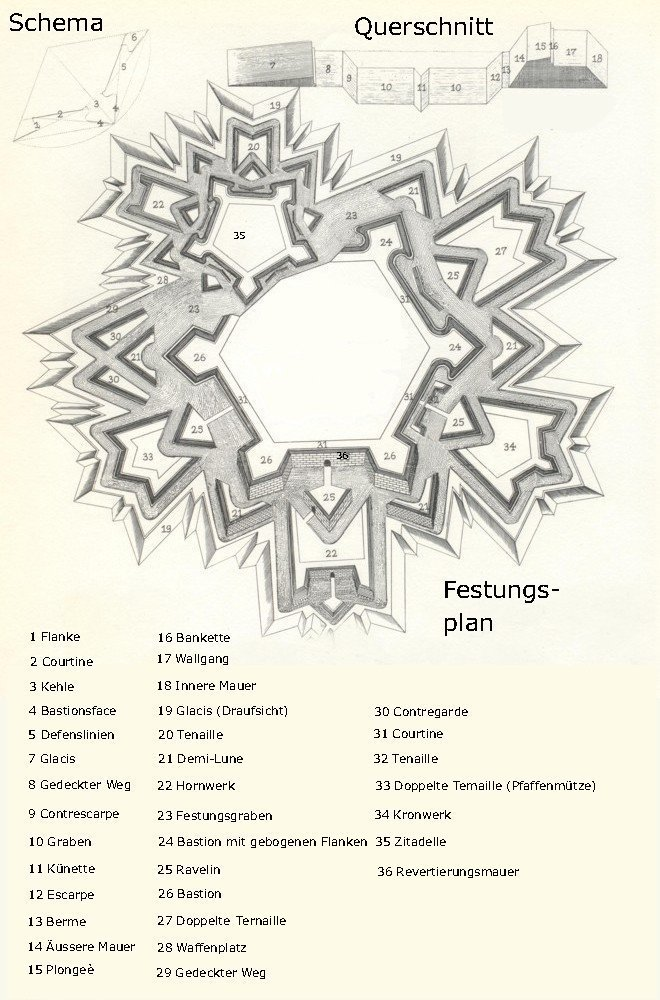
Plano de una fortaleza del.

Se demostró que la forma más efectiva de proteger las murallas del fuego que recibían de los cañones enemigos resultaba ser la profundidad (incrementando el grosor de las defensas) y los ángulos (asegurando que los atacantes no pudiesen disparar a las murallas de forma perpendicular, sino en ángulo oblicuo). Inicialmente las murallas fueron reducidas y apuntaladas delante y detrás con materiales como piedra y arena que absorbía mejor el impacto de los proyectiles. Las antiguas torres se reformaron y tomaron la forma de bastiones triangulares.
Este diseño tomó forma en la traza italiana. Fortalezas en forma de estrella rodeando pueblos e incluso ciudades; con defensas exteriores que demostraron ser muy difíciles de capturar incluso para un ejército bien equipado. Las fortalezas construidas de esta forma a lo largo del siglo XVI no llegaron a estar obsoletas hasta el siglo XIX, e incluso se siguieron usando durante la Primera Guerra Mundial (aunque modificadas para el estilo de guerra del siglo XX).
Sin embargo, el coste de construcción de semejantes fortalezas era extremadamente alto, y a menudo era demasiado para que las pequeñas ciudades pudiesen asumirlo. Algunas llegaron a la bancarrota en el proceso de construcción, mientras que otras, como Siena, gastaron tanto dinero en las fortificaciones que eran incapaces de mantener al ejército adecuadamente, por lo que perdieron sus guerras en cualquier caso. Aun así, se construyeron un gran número de grandes e impresionantes fortalezas por el norte de Italia en las primeras décadas del siglo XVI para resistir las repetidas invasiones francesas que llegaron a conocerse como las Guerras de Italia. Muchas de esas fortalezas todavía siguen en pie.
Entre 1530 y 1550, el nuevo estilo de fortificación se fue extendiendo por Italia y hacia el resto de Europa: particularmente Francia, los Países Bajos y España. Los ingenieros italianos eran demandados por toda Europa, sobre todo en áreas azotadas por la guerra. Durante muchos años, las tácticas ofensivas y defensivas estuvieron equilibradas, llevando a una serie de guerras cada vez más preparadas y costosas que requerían una mayor planificación y la implicación de los distintos gobiernos.

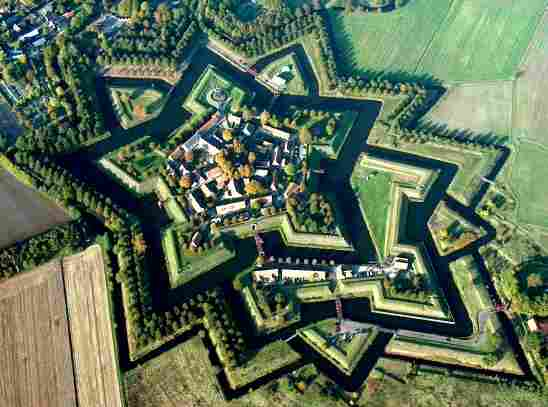
Fortaleza de Bourtange en Groninga, Holanda. Fortaleza de forma pentagonal, muestra 5 bastiones, uno en cada uno de sus ángulos.

Las nuevas fortalezas aseguraban que las guerras no se extendiesen más allá de una serie de asedios. Dado que las fortalezas podían albergar fácilmente a unos 10 000 hombres, un ejército invasor no podía ignorar una posición poderosamente fortificada, puesto que suponía un riesgo muy alto de contraataque. Como resultado, casi todas las ciudades debían ser tomadas, lo cual suponía un largo proceso que podía tomar meses e incluso años, hasta que los ciudadanos de la ciudad se rendían por hambre. La mayoría de la batallas de esta época fueron entre ejércitos que mantenían el sitio a una posición, y los ejércitos de rescate que trataban de liberar a los asediados.

### El mariscal Vauban

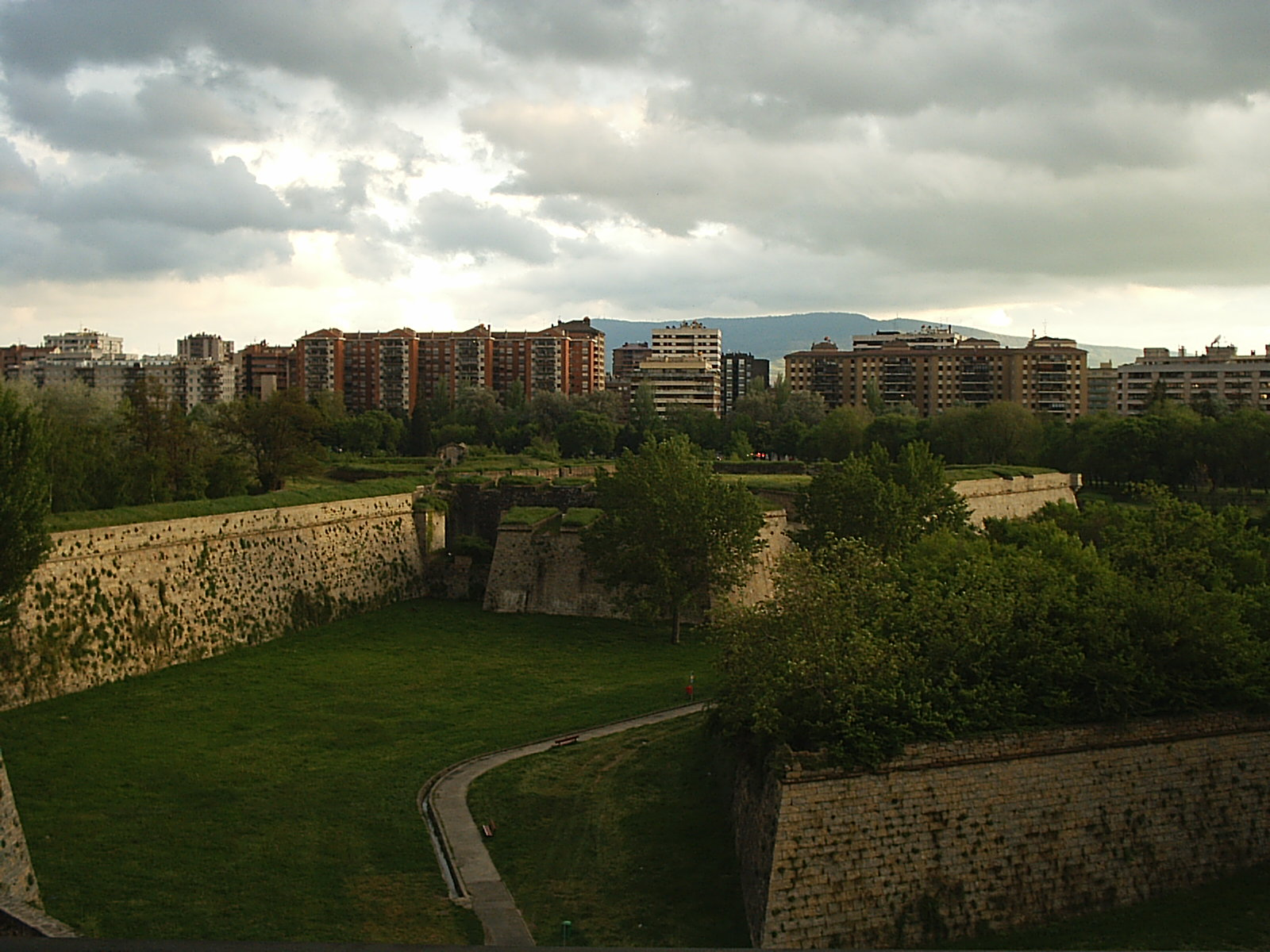
Ciudadela de Pamplona. Construida en 1571 por orden de Felipe II por el prestigioso ingeniero italiano Giacomo Palearo, es un pentágono estrellado de cinco puntas con baluartes en los extremos.

Al final del siglo XVII, el mariscal Vauban, un ingeniero militar francés, desarrolló la fortificación moderna hasta su punto álgido, refinando la estrategia del asedio sin alterarla de forma drástica: se cavarían canales, las murallas se protegerían con glacis y los bastiones enfilarían a los atacantes. A la vez demostró ser un maestro planeando él los asedios. Refinó el asedio para convertirlo en un proceso metódico que, si no fuese interrumpido, acabaría con las mayores fortificaciones.
Hay ejemplos de fortalezas hechas siguiendo su estilo en Norteamérica, incluyendo el Fuerte McHenry, en Baltimore, el Fuerte Ticonderoga en el estado de Nueva York y La Citadelle en Quebec.
Planear y mantener un asedio es tan difícil como defenderlo. El ejército que asedia debe estar preparado para repeler tanto las salidas del área asediada como cualquier ataque que intente librar la posición desde el exterior. Por eso era habitual construir líneas de trincheras y defensas en ambas direcciones. Las líneas externas rodearían completamente al ejército atacante y le daría protección en caso de ataques externos, y serían el primer esfuerzo de construcción en la preparación del asedio, que se construiría poco después de que la ciudad hubiese sido rodeada. También se construiría una línea de circunvalación, mirando hacia la zona asediada, como protección ante las salidas de los defensores y previniendo una huida.
La siguiente línea, que Vauban solía colocar a unos 600 metros del objetivo, contendría las principales baterías de cañones pesados, de forma que pudiesen alcanzar al objetivo sin ser a su vez vulnerables. Una vez que se establecía esta línea, los equipos de trabajo avanzarían para crear otra línea a 250 metros, que contendría cañones más pequeños. La última línea se construía a solo 30 o 60 metros de la fortaleza. Esta línea tendría los morteros, y serviría como lugar del cual lanzar los ataques una vez se hubiesen abierto brechas. También es desde aquí desde donde los zapadores trabajarían abriendo túneles para atacar los cimientos de la fortaleza.
La trincheras que conectan varias líneas de los asediantes no se podían construir de forma perpendicular a las paredes de la fortaleza, puesto que entonces los defensores tendrían una clara línea de fuego por toda la trinchera. De ahí que se construyesen en zigzag, o con ángulos muy agudos.

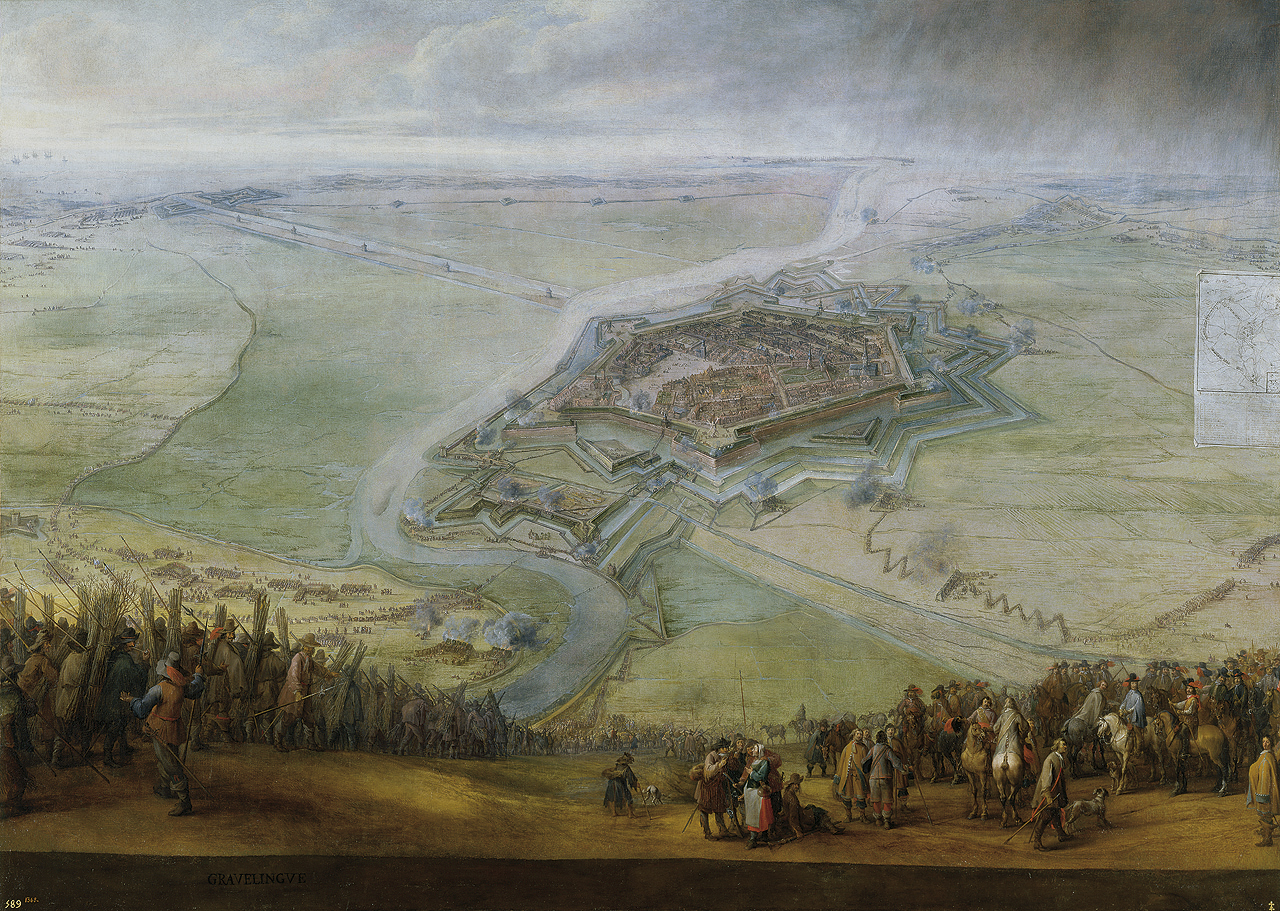
Sitio de Gravelinas, donde se produjo la batalla de Gravelinas, con una victoria española sobre las tropas francesas que obligó al rey francés a firmar la paz, y desistir de su invasión de Italia. Esta batalla se produjo después de la batalla de San Quintín, y en honor a esta victoria, el rey Felipe II mandó construir el Monasterio de El Escorial.

Otro elemento de la fortaleza era la ciudadela. Normalmente se trataba de una pequeña fortaleza dentro de otra más grande, que a veces se diseñaba como último bastión de defensa, pero normalmente tenía la función principal de proteger a la guarnición de una posible revuelta en la ciudad. La ciudadela se utilizaba tanto en tiempos de paz como en tiempos de guerra para mantener el orden de los residentes de la ciudad.
Como en eras pasadas, la mayoría de los asedios se decidían con poca lucha entre los ejércitos. El atacante tenía muy en cuenta la gran cantidad de bajas que supondría un ataque directo a la fortaleza, por lo que normalmente se prefería esperar a que los suministros dentro de la fortificación se agotasen, o las enfermedades debilitasen a los defensores hasta el punto de que estuviesen deseando rendirse. Al mismo tiempo, las enfermedades, y especialmente el tifus, eran un peligro constante para las tropas acantonadas fuera de la fortaleza, y a menudo obligaban a la retirada. Los asedios a menudo los ganaba el ejército que aguantase más tiempo.
Un elemento muy importante de la estrategia del asedio era si se permitiría o no la rendición a la ciudad asediada. Normalmente era preferible permitir la rendición, tanto para evitar bajas como para dar ejemplo a futuras ciudades asediadas. Una ciudad a la que se le permitía rendirse con un muy pequeño coste en vidas era mucho mejor que una ciudad que aguantase mucho tiempo y fuese brutalmente masacrada al final. Es más, si un ejército tenía fama de matar y saquear sin importar la rendición, entonces los esfuerzos defensivos de otras ciudades se verían redoblados.

### La aparición de la guerra móvil
La táctica del asedio dominó el oeste de Europa durante la mayor parte de los siglos XVII y XVIII. Se podía invertir una campaña entera, e incluso más, en un solo asedio (por ejemplo, Ostende en 1601-04 o La Rochelle en 1627-28). Esto tenía como resultado conflictos extremadamente largos y el balance que ofrecía era que, mientras que los asedios suponían un gran coste y lentitud, era muy exitoso o, al menos, lo era más que los encuentros en campo abierto. Las batallas surgían entre sitiadores y ejércitos que trataban de liberar el sitio, pero el principio era una victoria lenta por parte del mayor poder económico. Los relativamente raros intentos de forzar batallas en campo abierto (el rey sueco Gustavo II Adolfo en 1630 o los franceses contra los holandeses en 1672 o 1688) eran casi siempre derrotas muy caras.
Si bien durante la Revolución inglesa (1642-1651) hubo muchos asedios, la máxima general de los ejércitos de campo abierto era «¿Dónde está el enemigo? Vayamos y luchemos. O... si el enemigo venía... ¡Qué debemos hacer! Salir a campo abierto y enfrentarnos». Esto era muy distinto del sitio de Núremberg durante las guerra de los 30 años y así se demostró a las fuerzas continentales por los regimientos de la New Model Army en la batalla de las Dunas (1658) durante la guerra anglo-española de 1654.
Sin embargo, este esquema desapareció a raíz de la Revolución francesa y de las guerras napoleónicas. Las nuevas técnicas trajeron ejércitos de gran movilidad que se enfrentaban en batallas de campo abierto, y una fortificación ya no era tan decisiva como solía ser. Los avances en artillería hicieron que las defensas que antes eran casi infranqueables fuesen inútiles. Por ejemplo, las murallas de Viena que habían detenido a los turcos a mediados del siglo XVII no fueron ningún obstáculo para Napoleón a finales del siglo XVIII. Cuando ocurrían los asedios, los atacantes solían ser capaces de vencer las defensas en un plazo de días o semanas, en lugar de semanas o meses, como ocurría antes. Sin embargo, las líneas de fuertes de Torres Vedras (1810-1811), que fueron construidas por los portugueses bajo la dirección del cuerpo de Ingenieros de la Armada Británica durante la guerra en la península, fueron capaces de detener a los franceses y fueron el primer ejemplo de guerra de trincheras. El asedio de Sebastopol de 1854-1855 durante la guerra de Crimea y los de Petersburg (Virginia) durante la guerra civil estadounidense demostraron que las fortificaciones modernas todavía podían resistir al enemigo durante muchos meses.

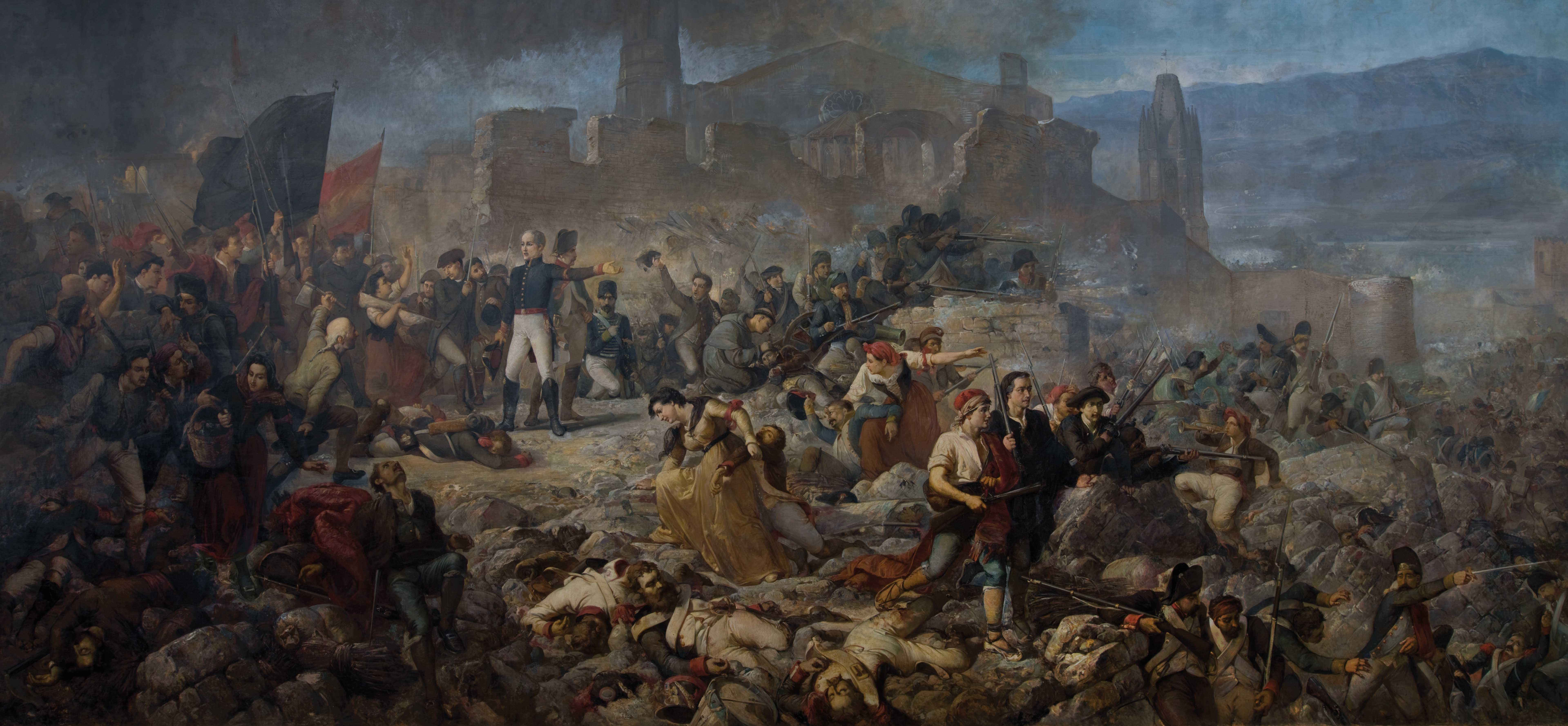
El gran día de Gerona (1863/1864), de Ramón Martí Alsina. Describe uno de los episodios más cruentos del Sitio de Gerona de 1809.

Esta era de ejércitos móviles continuó a través del siglo XIX. Por ejemplo, la gran fortaleza sueca de Karlsborg construida siguiendo la idea de las fortalezas de Vauban, fue planeada además como ciudad capital de reserva para Suecia, después de la pérdida de Finlandia en 1809, pero antes de terminarse su construcción en 1909 ya estaba obsoleta.
Los avances en la tecnología de armas de fuego sin los necesarios avances en las comunicaciones en el campo de batalla gradualmente llevaron a que las tácticas defensivas volvieran a tener más fuerza. Un ejemplo de asedio durante esta época, prolongado durante 337 días debido a la incomunicación de los sitiados, fue el sitio de Baler, en el que un reducido grupo de soldados españoles, fue sitiado en una pequeña iglesia por los insurrectos filipinos, en el transcurso de la Revolución filipina y la guerra hispano-estadounidense, hasta meses después de firmarse el Tratado de París que daba por finalizado el conflicto.
Durante la guerra franco-prusiana, las líneas en los campos de batalla se movían rápidamente por Francia. Sin embargo, el asedio de Metz y el asedio de París detuvieron a los ejércitos alemanes durante meses, debido a la superioridad del fusil Chassepot, y al principio de fuertes adosados y semi-adosados con artillería de calibre pesado. Esto determinó la construcción de fortalezas a través de Europa, como las fortificaciones de Verdún.

## La guerra moderna

Imagen de una trinchera cerca de La Boisselle durante la batalla del Somme en julio de 1916.

Principalmente como resultado del incremento del poder de fuego (como las ametralladoras) a disposición de las fuerzas defensivas, la Primera Guerra Mundial revivió una forma de guerra de asedio en la forma de guerra de trincheras. Aunque el asedio había salido de las zonas urbanas, porque las murallas de la ciudad no eran efectivas contra las armas modernas, la guerra de trincheras era, sin embargo, capaz de utilizar muchas de las técnicas de la guerra de asedio (túneles, minas, artillería y, por supuesto, la guerra de desgaste) pero en una escala mucho mayor y en un frente muy extendido. El desarrollo del tanque mejoró las tácticas de infantería, al final de la guerra volvió a girar la balanza en favor de las maniobras.
La guerra relámpago de la Segunda Guerra Mundial demostró que las fortificaciones fijas eran vencidas fácilmente por las maniobras, en lugar de mediante el ataque frontal y largos asedios. La gran Línea Maginot fue sobrepasada y las batallas que habrían llevado semanas de asedio se podían ahora evitar con la utilización de la fuerza aérea (como por ejemplo la captura alemana con paracaidistas del Fuerte Eben Emael, Bélgica, a comienzos de la guerra). Los asedios más importantes de la Segunda Guerra Mundial fueron en el Frente del Este, en donde la sangrienta guerra callejera marcó las batallas de Leningrado, Stalingrado y Berlín. En estas batallas, las ruinas de un entorno urbano demostraron ser obstáculos tan efectivos para un ejército invasor como cualquier fortificación.
En el Oeste, aparte de la Batalla del Atlántico, los asedios no fueron de la misma escala que en el frente del Este. Sin embargo, hubo una serie de asedios notables o críticos: la isla de Malta, Tobruk y Monte Cassino. En el sudeste asiático tuvo lugar el asedio de Singapur, el de Myitkyina y otros.
Los métodos de suministro aéreo se desarrollaron y se usaron ampliamente en la Campaña de Birmania para suministrar provisiones a los Chindit (infantería británica estacionada en la India) y otras unidades, incluyendo a las que se encontraban en asedios como el de Imphal. Todos estos casos permitieron a los aliados lograr una experiencia vital para el bloqueo de Berlín en la Guerra Fría.
Durante la guerra de Vietnam las batallas de Dien Bien Phu (1954) y Khe Sanh (1968) tuvieron características parecidas a un asedio. En ambos casos, el Vietminh y el Vietcong fueron capaces de aislar al ejército enemigo capturando los terrenos de alrededor. En Dien Bien Phu los franceses fueron incapaces de utilizar la fuerza aérea para tomar el asedio y fueron derrotados. Sin embargo, en Khe Sanh, solo 14 años más tarde, los avances técnicos permitieron a los Estados Unidos aguantar el asedio. La resistencia de las fuerzas de los Estados Unidos fue asistida por la decisión de las fuerzas vietnamitas de usar el asedio como una distracción estratégica para permitir su ofensiva móvil, la primera en desarrollarse de forma segura. El asedio de Khe Sanh muestra las características típicas de los asedios modernos: mientras que los defensores tenían una gran capacidad de mantener el asedio, el objetivo principal de los atacantes era embotellar sus fuerzas y crear una distracción estratégica, más que llevar el asedio a su conclusión.

## Acciones policiales
A pesar del impresionante poder del Estado moderno, las tácticas de asedio siguen utilizándose en conflictos policiales. Esto se ha debido a un gran número de factores, principalmente el riesgo a la vida humana, ya sea la de la policía, los asediados, terceras personas o los rehenes. La policía utiliza negociadores entrenados, psicólogos y, si es necesario, la fuerza, normalmente con la posibilidad de apoyarse en las fuerzas armadas si es necesario.
Una de las complicaciones a las que hace frente la policía en un asedio con rehenes es el síndrome de Estocolmo, mediante el cual en ocasiones los rehenes desarrollan vínculos de afinidad con sus captores. Hay casos en los que los rehenes han intentado servir de escudo a sus captores o han rehusado cooperar con las autoridades en las acusaciones.